# FC 47 Leschede
Der FC 47 Leschede wurde im April 1947 von Einwohnern Leschedes gegründet, mit dem Ziel, den Fußballsport in der Gemeinde zu etablieren. Bereits im darauf folgenden Jahr nahm der Verein den Spielbetrieb auf. Über die Jahrzehnte hinweg erweiterte der Verein kontinuierlich sein Sportangebot, was zur Gründung weiterer Abteilungen führte. Ein signifikanter Beitrag zum sportlichen Erfolg und zum Wachstum des Vereins kommt aus dem Engagement im Jugendbereich.

## Sportliche Abteilungen

### Fußball
Im Bereich des Seniorenfußballs stellt der FC 47 Leschede drei Seniorenmannschaften und drei Alte-Herren-Teams auf. Die Ü40- und Ü50-Mannschaften bilden dabei eine Spielgemeinschaft mit dem SV Concordia Emsbüren e.V. Im Jugendfußball engagiert sich der Verein mit 19 Mannschaften, wobei zehn Mannschaften in einer Jugendspielgemeinschaft mit dem SV Concordia Emsbüren e.V. und SV Listrup e.V. organisiert sind. Die verbleibenden neun Mannschaften agieren als reine Teams des FC Leschede.

### Volleyball
Aktuell stellt der FC Leschede 24 Damen- und Mädchenmannschaften. Der Verein betreibt eine erfolgreiche Jugendarbeit. So ging etwa die aktuelle Nationalspielerin Lina Alsmeier aus der FC-Jugend hervor. Lina brachte es bisher auf 50 internationale Einsätze in den U18/U19-Mannschaften des Deutschen Volleyball-Verbandes und in der A-Nationalmannschaft. Lina Alsmeier spielt zurzeit in der Volleyball-Bundesliga beim Il Bisonte Firenze.

### Weitere Abteilungen
Neben Fußball und Volleyball bietet der Verein Tennis, Ausgleichssport und seit Kurzem auch Darts an, womit er ein breites Spektrum an sportlichen Aktivitäten abdeckt.

## Sportanlagen
Der FC 47 Leschede betreibt umfangreiche Sporteinrichtungen, darunter vier Fußballplätze, ein Kunstrasen-Kleinspielfeld, vier Tennisplätze sowie ein Clubhaus mit Umkleidegebäuden an der Narzissenstraße. Zusätzlich stehen vier Beachvolleyballfelder am Schulzentrum Emsbüren zur Verfügung.

## Besondere Erfolge
Ein Highlight in der Vereinsgeschichte ist der Aufstieg der 1. Damenmannschaft der Volleyballabteilung in die 3. Bundesliga im Jahr 2023.

## Trivia
Am 12. Juli 2023 stellte der FC 47 Leschede anlässlich seines 75-jährigen Bestehens einen Weltrekord auf, indem der Verein den größten Kartoffelpuffer der Welt backte.